# Chapelle de la Grande Fabrique
La chapelle de la Grande Fabrique est une chapelle datant de 1866 à Renage, dans le département de l'Isère.

## Historique
Les façades et toitures de la chapelle sont inscrites au titre des monuments historiques par l'arrêté du 16 mars 2016.
Elle est labellisée Patrimoine en Isère avant d'être retirée de la liste, à la demande de son propriétaire.[réf. nécessaire]